# Wikitongues
Wikitongues är en amerikansk ideell organisation som är registrerad i delstaten New York. Den syftar till att upprätthålla och marknadsföra alla språk i världen. Den grundades av Frederico Andrade, Daniel Bogre Udell och Lindie Botes 2014.

## Muntliga historier

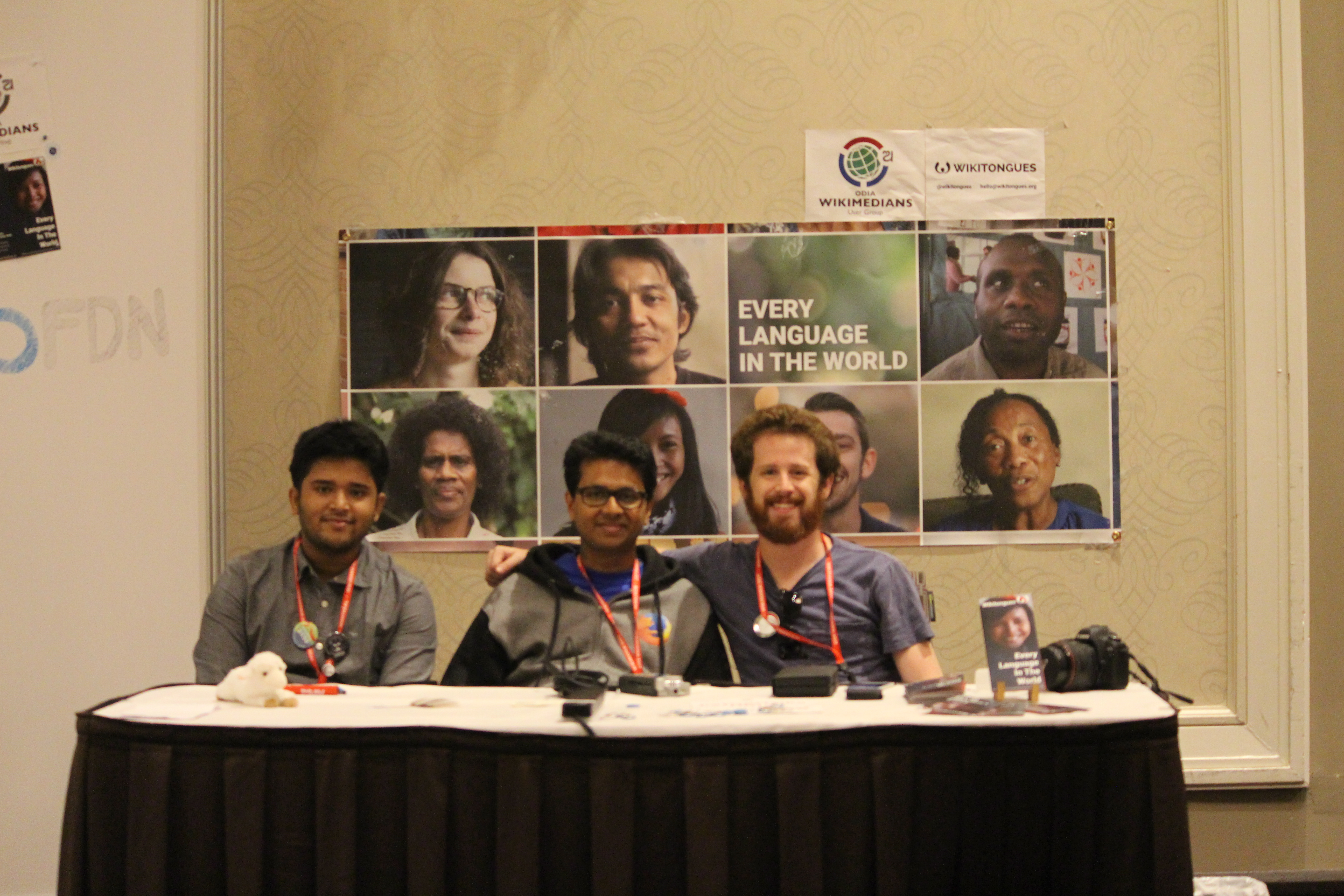
Wikitongues-bidragsgivare i Montreal under Wikimania 2017

I maj 2016 hade Wikitongues spelat in ungefär 329 videor på över 200 språk. Från och med 2018 hade de spelat in fler än 350 språk, eller 5% av världens språk. De har också undertextat 15% av sina videor via organisationen Amara, tidigare känd som Universal Subtitles.

## Poly
Poly är en programvaran med öppen källkod byggd för att dela och lära sig språk. Projektet stöttades på Kickstarter och organisationen kunde samla in 52 716 USD med hjälp av 429 stödjare. Programvaran är för närvarande under utveckling.

## Licenser
Alla videor släpps under CC-by-NC 4.0-licens. Ett annat alternativ att offentliggöra videor under CC-by-SA 4.0 också introducerats.

## Ytterligare media
- ”Saving Languages From Extinction”. Great Big Story. YouTube. 17 April 2019. https://www.youtube.com/watch?v=WcMkmEzUE18.
- ”Wikitongues Seeks to Save World’s Dying Languages”. Voice of America. 12 February 2019. https://learningenglish.voanews.com/a/wikitongues-seeks-to-save-world-s-dying-languages/4783745.html.